# SOŠ dopravy a cestovního ruchu, Krnov
Střední odborná škola dopravy a cestovního ruchu v Krnově, krajská příspěvková organizace, je veřejnou (státní) školou, nabízí studium dvou čtyřletých maturitních oborů: Management cestovního ruchu a Management v dopravě se zaměřením na leteckou dopravu.
V současné době zde studuje přibližně 400 studentů z celého Moravskoslezského kraje, ale také z krajů Olomouckého či Zlínského. Výuka obou oborů probíhá již od roku 1993, kdy se škola transformovala a navázala na obory dopravy ze 70. a 80. let.
Škola má k dispozici dvě budovy, z nichž jedna tvoří vstupní bránu do města Krnova. Pro výuku je připraveno dvacet učeben, z toho je deset odborných – pro cizí jazyky, informační a komunikační technologie, písemnou komunikaci, ekonomické předměty, dějiny kultury, zeměpis, leteckou dopravu. Učebny ICT jsou otevřeny pro studenty i v odpoledních hodinách. V obou budovách je instalována Wi-Fi pro připojení notebooků studentů k internetu. Ve všeobecných i odborných předmětech jsou využívány informační a komunikační technologie, nové trendy v pedagogické práci, např. projektová výuka, skupinová práce, e-learning.
K silným stránkám školy patří také propojení teoretické výuky s praktickou. V rámci tzv. fiktivních firem žáci zakládají a provozují firmy cestovního ruchu, připravují reálné zájezdy. Studenti v rámci praktické výuky organizují poznávací cesty po České republice i do zahraničí (Polsko, Rakousko, Německo, Francie, Slovensko) - zájezd pod vedením zkušených pedagogů sami připraví a během cesty provádí průvodcovskou činnost. Kromě toho každoročně realizujeme ve spolupráci s cestovními kancelářemi tzv. velkou studijní cestu (USA, Francie, Řecko, Turecko, Itálie, Anglie, Dánsko, Egypt).
Studenti oboru Management cestovního ruchu absolvují povinnou studijní praxi v cestovních kancelářích, institucích státní správy, informačních centrech či na kulturních památkách. Studenti oboru  Managementu v dopravě absolvují tuto praxi na letištích Ostrava-Mošnov a Brno-Tuřany, v logistických či dopravních firmách. V oblasti letecké dopravy úzce spolupracujeme s výcvikovým střediskem Let’s Fly v Ostravě-Mošnově.
Bohatou kapitolou v životě školy je mimoškolní činnost. Naši žáci se účastní řady soutěží cestovního ruchu, zeměpisných, ekonomických, jazykových, společensko-vědních nebo sportovních.
Škola ve svých prostorách poskytuje také ubytování a stravování. Kapacita domova mládeže je 90 lůžek. Celodenní stravování je zajištěno v jídelně školy. Budovy školy, vč. internátu a jídelny jsou velmi dobře dostupné z vlakového (2 min.) i autobusového (10 min.) nádraží.

## Historie ředitelů školy
| Jméno                | Roky              |
| -------------------- | ----------------- |
| Ing. Zlata Slavíková | 1.11.2024 - Dosud |

## Historie zástupců ředitele školy
| Jméno                                 | Roky               |
| ------------------------------------- | ------------------ |
| Mgr. Ladislav Mokráš                  | 1993 - 10.11.2024  |
| Mgr. Gabriela Víchová (Cestovní Ruch) | 10.11.2024 - Dosud |
| Ing. Erika Tichá (Doprava)            | 10.11.2024 - Dosud |